# Leszek Dziełakowski
Leszek Dziełakowski (ur. 29 lutego 1948) – polski piłkarz, który występował na pozycji bramkarza.

## Przebieg kariery
Wychowanek Wisły Płock. Następnie był zawodnikiem Legii Warszawa, z którą zdobył mistrzostwo Polski. Przed rozpoczęciem sezonu 1971/1972 przeszedł do II-ligowego Motoru Lublin. 17 marca 1974 w meczu inaugurującym rundę wiosenną z Włókniarzem Białystok zdobył swoją jedyną bramkę w barwach Motoru, strzałem z rzutu karnego. Pod koniec lat siedemdziesiątych wyjechał do Australii, gdzie grał między innymi w klubie polonijmym Maribyrnong Polonia. W późniejszym okresie pracował jako trener piłkarski.

## Sukcesy

### Legia Warszawa
- Mistrzostwo Polski: 1969/1970